# An-Nàssir Muhàmmad ibn Qalàwun
|  | Aquest article tracta sobre el soldà mameluc dels segle xiii i XIV. Si cerqueu l'altre sultà mameluc del s XV , vegeu «An-Nàssir Muhàmmad ibn Qàït-bay». |

Al-Màlik an-Nàssir Muhàmmad ibn Qalàwun (àrab: الملك الناصر محمد بن قلاوون, al-Malik an-Nāṣir Muḥammad ibn Qalāwūn), més conegut simplement com a an-Nàssir Muhàmmad, fou soldà mameluc bahrita o kiptxak del Caire (1293-1294, 1299-1309 i 1310-1341). Era el fill més jove de sultà Qalàwun i el germà del sultà al-Àixraf Khalil. Va néixer al Caire, a Qàlat al-Jabal (Ciutadella de la Muntanya). La seva mare, Aixlun Khatun, era d'origen mongol. El seu regnat va tenir tres etapes marcades per dues deposicions provisionals.

## Primer regnat: 1293 - 1294

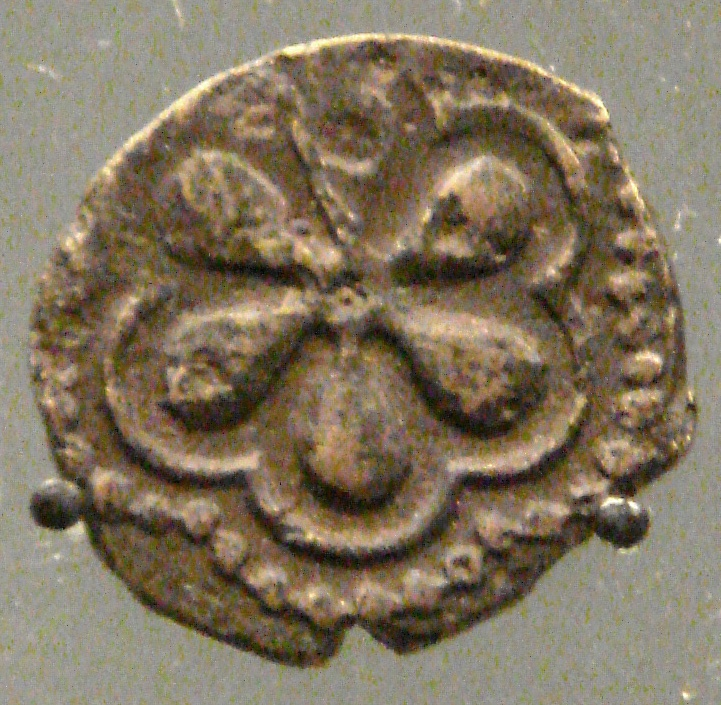
Moneda flasa de coure d'an-Nàssir Muhàmmad 1310-1341. Museu Britànic.

Després de l'assassinat d'al-Àixraf Khalil el desembre de 1293, fou instal·lat com soldà amb Zayn-ad-din Kitbugha com regent i vicesoldà i l'amir Sanjar al-Shujai com visir. An-Nàssir, als seus 8 o 9 anys, era només un soldà nominal. Kitbugha al-Mansuri (naib al-saltana) i al-Shujai eren els governants efectius d'Egipte.
Els dos amirs, Kitbugha, que era d'origen mongol, i al-Shujai, eren rivals i tenia mala relació l'un amb l'altre. al-Shujai amb el suport dels mamelucs burjites planejava arrestar Kitbugha i assassinar els seus amirs però Kitbugha se'n va assabentar i va assetjar la ciutadella i el conflicte va acabar amb l'assassinat d'al-Shujai i l'eliminació dels burjites de la ciutadella.

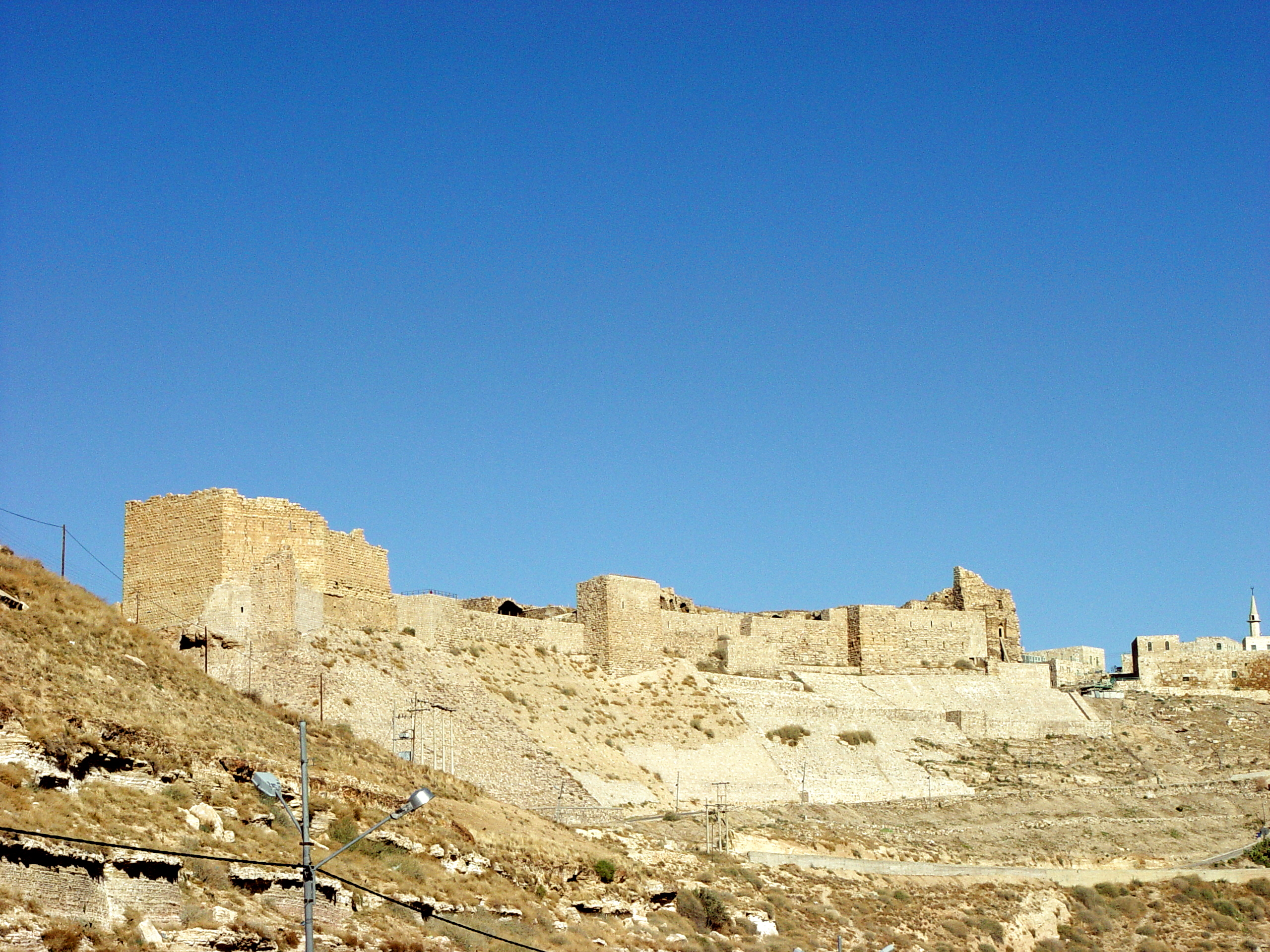
1294, Al-Nassir exiliat a al-Karak.

Quan l'amir Husam al-Din al-Mansur Lajin que havia fugit després de l'assassinat d'al-Àixraf Khalill va aparèixer al Caire, els mamelucs burjites, anomenats al-Ashrafiyya (mamelucs d'al-Ashraf), que havien estat apartats de la ciutadella per Kitbugha, es rebel·laren pels carrers del Caire en protesta perquè Lajin no era arrestat ni castigat per la seva implicació en l'assassinat del seu soldà. Els ashrafiyya foren derrotats i molts d'ells foren morts o executats.
Kitbugha es va escoltar a Lajin - que sabia que els mamelucs de d'al-Àixraf Khalil i del mateix An-Nàssir Muhàmmed venjarien l'assassinat del primer - que aconsellava deposar An-Nassir i prendre el poder directament. Després de la derrota del burjites revoltats, Kitbugha va reunir els amirs a la seva residència i els va dir: " el sistema del regne ha estat minat. No hi pot haver respecte mentre el soldà an-Nàssir sigui jove". Els amirs acceptaren i decidiren canviar An-Nàssir Muhàmmad per Kitbugha. An-Nàssir Muhàmmed fou destronat (desembre de 1294) i traslladat amb la seva mare a una altra secció del palau i posteriorment (quan Lajin va pujar al tron) enviat a al-Karak. Kitbugha es va instal·lar com a soldà, prenent el nom reial d'al-Adil. Lajin fou nomenat el seu vicesoldà.

## Segon regnat: 1299 - 1309

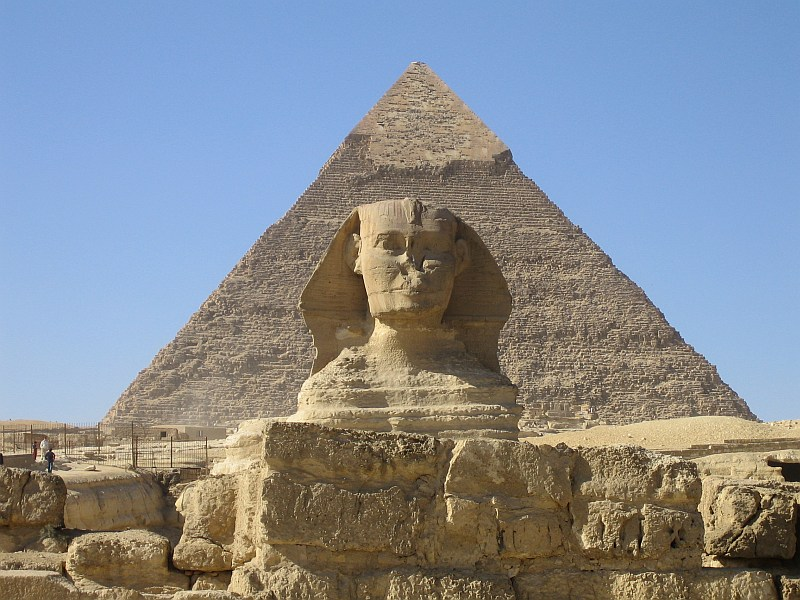
1299, Al-Nassir retornava d'Egipte.

El novembre de 1296 Kitbugha fou deposat pel seu vice-soldà Lajin i va fugir a Síria on va morir el 1297 mentre ocupava el lloc del governador d'Hama. Lajin governava com a soldà fins que fou assassinat amb el seu vicesoldà Mangu-Temur el 1299 per un grup d'amirs dirigits pel Saif al-Din Kirji. Després de l'assassinat de Lajin i el seu vice-soldà, els amirs, incloent-hi al-Bàybars al-Jashnakir, es reuniren i decidiren cridar a an-Nàssir Muhàmmad des d'al-Karak i reinstal·lar-lo com soldà amb l'amir Taghji com a vice-sultà. Però la crida d'an-Nàssir es va retardar per algun temps quan l'amir Kirji, que havia assassinat Lajin, i els amirs ashrafiyya, insistien que Taghji hauria de ser proclamat soldà i Kirji el vicesoldà. Per fi, An-Nàssir fou cridat (febrer de 1299) i va arribar amb la seva mare al Caire enmig de grans celebracions de la població. An-Nàssir, qui a hores d'ara tenia ja 14 anys, fou reinstal·lat amb Seif ad-Din Salar, que era un oirat com vicesoldà i Bàybars al-Jashnakir que era un circassià com ustadar o ostadar. An-Nàssir era, una altra vegada, un soldà nominal, els governants efectius eren Salar al-Mansuri (vice-soldà) i Bàybars al-Jashnakir (ustadar)
El mamelucs burjites es feren més forts durant el segon regnat d'an-Nàssir Muhàmmad. Imposaven impostos a les persones que necessitaven servei o protecció. Aquest suborn oficial era anomenat " himayah ". Els rivals del burjites eren els anomenats salihiyya (que eren dirigits per Bàybars al-Jashnakir), i els amirs mansuriyya (dirigits per Salar) i els ashrafiyya (dirigits per l'amir Barlghi).

### Batalla del uadi al-Khazandar
Al Caire van arribar notícies que Ghazan de Pèrsia s'estava preparant per atacar el Llevant amb un gran exèrcit, i que aproximadament 30 vaixells de croats havien arribat a Beirut. Els amirs decidiren enviar forces des d'Egipte fins a Síria. Mentre els vaixells de la Croada eren destruïts per una tempesta abans que els croats baixessin a terra, Ghazan, després d'arribar a Bagdad, hagué de canviar el seu pla quan un dels seus comandants, anomenat Solamish ibn Afal, va fugir a Egipte i demanava l'ajuda mameluca per lluitar contra l'Il-khan.
El 1299 el soldà an-Nàssir va dirigir l'exèrcit egipci que va anar a Síria per trobar-se amb l'exèrcit de Ghazan. Mentre que el soldà era de camí a Síria, un grup d'oirats conspirava amb un mameluc del soldà per matar Bàybars al-Jashnakir i Salar, en ordre a portar al poder a Kitbugha, que era a Hamat. El mameluc del soldà va atacar Bàybars al-Jashnakir i va intentar matar-lo però fou ell el que va morir. Els oirats atacaren la dihliz (tenda de viatge) del soldà però es van aturar d'una manera que va fer pensar a Salar i Bàybars que el soldà estava implicat en la conspiració. Els oirats foren arrestats i castigats i els mamelucs que estaven implicats foren enviats a al-Karak.

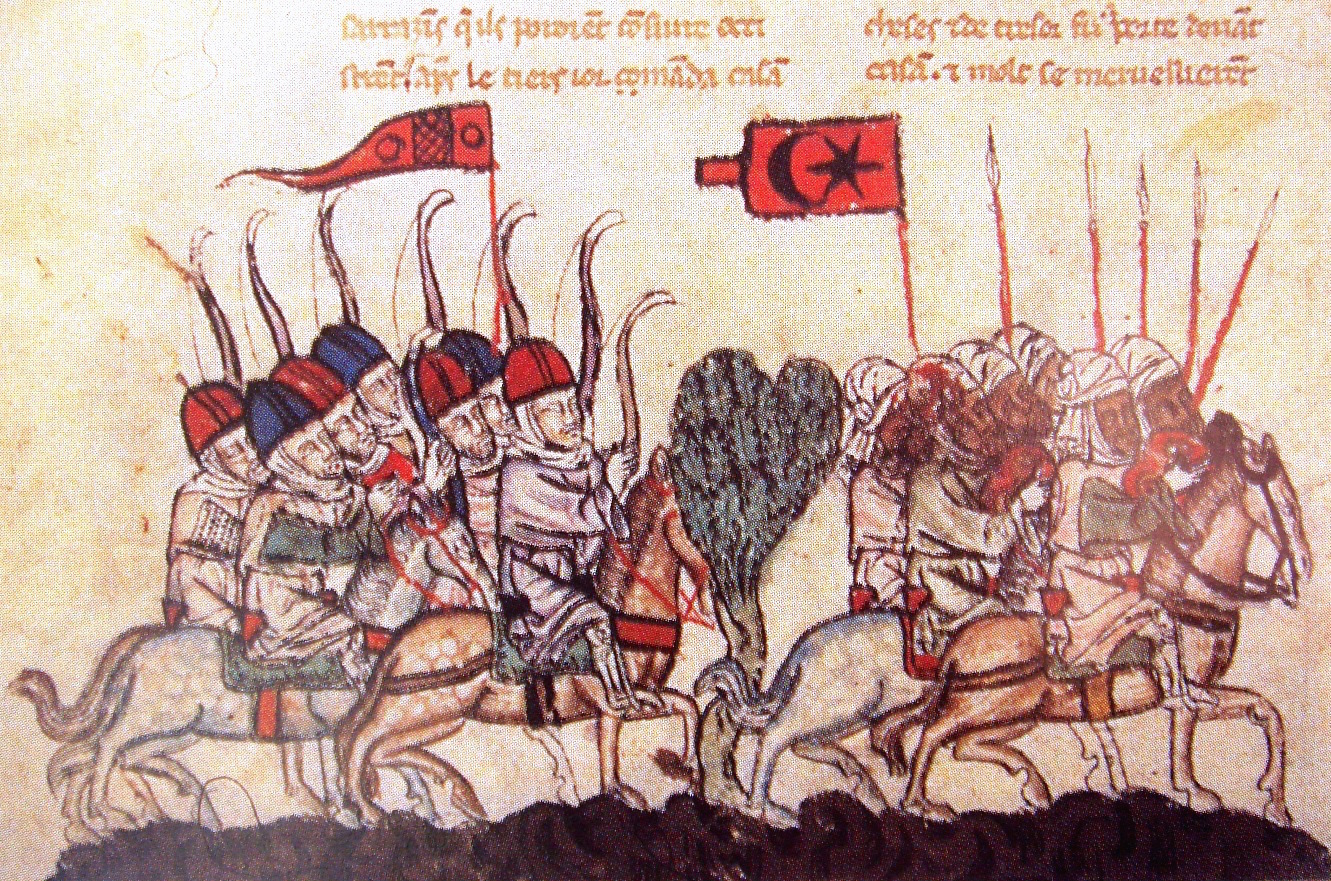
1299, Batalla de Wadi al-Khazandar.

L'exèrcit d'an-Nàssir (uns 20.000 homes) va topar amb l'exèrcit de Ghazan (uns 100.000 homes) en una batalla (22 de desembre de 1299) que fou coneguda com la Batalla de Wadi Al-khazandar. L'exèrcit d'an-Nàssir derrotava als mongols tenint pel seu costat poques víctimes (de 200 a 1000 homes) mentre l'enemic perdia 14.000 homes. Però el xoc no era decisiu; els mongols eren molts més i les forces d'an-Nàssir es van haver de retirar cap a Homs seguides per un temps pel gruix de l'exèrcit de Ghazan. An-Nàssir va tornar a Egipte, i Ghazan va entrar a Homs. La població de Damasc fugia cap a Egipte. Els líders de Damasc demanaren a Ghazan de no matar la població restant de la ciutat. Ghazan va arribar a la rodalia de Damasc i els seus soldats saquejaren la zona. Damasc, amb l'excepció de la seva ciutadella, es va sotmetre al comandant Mongol Qubjuq, i el nom de Ghazan fou esmentat durant la khutba o oració de divendres a la mesquita com: "al-Sultan al-Azam Sultan al-Islam wa al-Muslimin Muzafar al-Donya wa al-Din Mahmud Ghazan ". El mongols continuava saquejant pobles sirians, ciutats i Damasc mateix.
A Egipte, els soldats derrotats d'an-Nàssir continuaven arribant en desordre. El sultà deposat, Kitbugha, que era a Síria, també va fugir a Egipte. El Caire estava abarrotat mentre un nombre enorme de refugiats sirians fugien cap allà. An-Nàsir Muhàmmad i els amirs es començaven a preparar per una nova marxa al Llevant. Els diners, cavalls i armes es recollien de tot arreu Egipte. Un intent de reciclar una antiga fàtua publicada durant el regnat de sultà Qútuz i que obligava a cada egipci a pagar un dinar per donar suport a l'exèrcit, va fallar, de manera que es va decidir que la gent hauria de pagar per força i no pel dret. Però de cop i volta les notícies arribaren al Caire que Ghazan abandonava el Llevant després de deixar dos dels seus comandants com a delegats a la zona. El soldà an-Nàssir va enviar unes cartes als delegats de Ghazan demanant-los que se li sotmetessin i van acceptar. A Kitbugha se li concedia el lloc de governador d'Hamat i Salar i Bàybars al-Jashnakir viatjaren amb un exèrcit al Llevant per liquidar les forces restants de Ghazan. Els drusos que havien assaltat i robat als soldats d'an-Nàssir durant la seva retirada a Egipte, foren atacats als seus baluards i forçats a entregar les armes i les propietats que havien robat als soldats. Els delegats ilkhànides sotmesos arribaren a Egipte on foren rebuts per an-Nàssir Muhàmmad. El nom del sultà an-Nàssir era tornat a llegir a la khuta a les mesquites sirianes. Era una altra vegada el sobirà del Llevant.
A més a més de les amenaces Mongols al Llevant, el segon regnat d'an-Nàssir Muhàmmad fou testimoni també de disturbis dins d'Egipte mateix. Hi havia aldarulls religiosos al Caire i rebel·lions a Alt Egipte que foren reprimides amb duresa.
En 1301 parts de l'Armènia Cilícia, que havia donat suport a Ghazan, foren saquejades i Sis era atacada per les forces egípcies manades pels seus amirs i el setembre del 1302 l'illa croada d'Arwad (Rouad) era atacada i saquejada en revenja perquè els croats l'utilitzaven com a base per atacs contra vaixells musulmans. La guarnició templària d'Arwad, manada per fra Dalmau de Rocabertí, fou capturada. A Fra Dalmau el va intentar rescatar infructuosament l'ambaixada d'Eymeric d'Usall el 1303-1304 i 1305-6. Un anys després finalment, fra Dalmau va ser alliberat.

### Batalla de Shaqhab

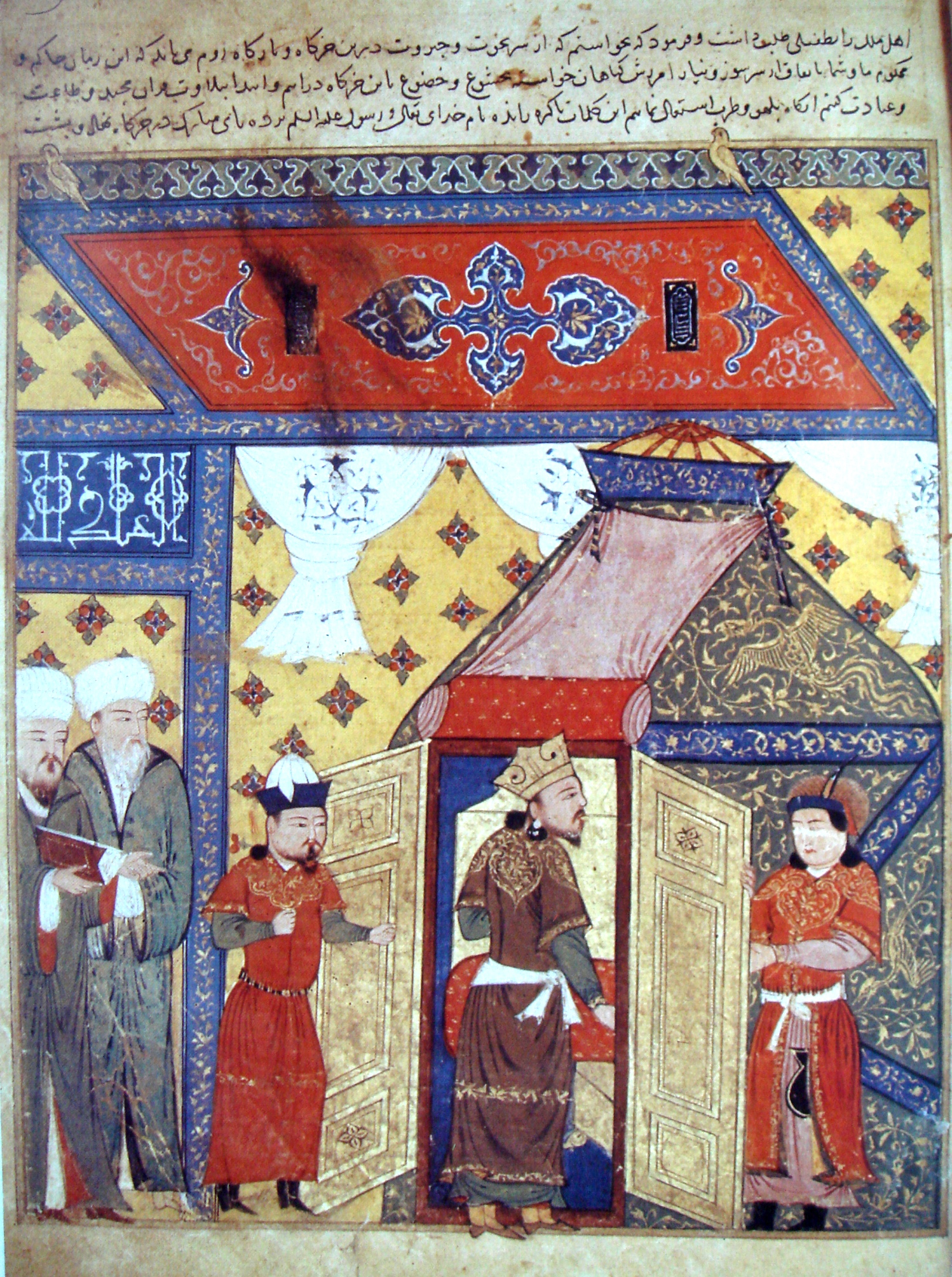
Ghazan convertint-se a l'Islam.

El 1303 l'exèrcit de Ghazan creuava el riu Eufrates i avançava cap a Síria. Els sirians fugien des d'Alep i Hama fins a Damasc. Una força egípcia manada per Bàybars Al-Jashnakir arribava a Damasc. La població de Damasc volia fugir també però se'ls advertia que se'ls mataria i els seus diners es confiscaria si provaven de sortir. Una força de Ghazan atacava pobles habitats per turcmans i prenia dones i nens com presoners però les forces del soldà portades pels seus amirs topaven amb el Mongols i alliberaven a aproximadament 6000 turcmans després d'anihilar la força mongola.
El 20 d'abril, an-Nàssir Muhàmmad i el califa abbàssida arribaven a Síria des d'Egipte i mentre els amirs els estaven saludant, arribaren notícies que s'estava acostant un exèrcit mongol de 50.000 soldats dirigits per Qutlugh-Shah, el representant de Ghazan. An-Nàssir i els amirs decidien presentar la batalla a Shaqhab. El Califa que estava dret al costat del soldà al cor de l'exèrcit, va dir als soldats: " Guerrers, no us preocupeu del vostre soldà però si de les vostres dones i la religió del vostre Profeta ". Una força d'aproximadament 10.000 homes dirigits per Qutlugh-Shah atacava el flanc dret de l'exèrcit del sultà però unitats de Bàybars i Salar hi anaren en suport i feien retrocedir a Qutlugh-Shah. Hi havia confusió al camp de batalla doncs molts pensaven que l'exèrcit d'an-Nàssir estava derrotat quan veigeren que els mongols havien passat el flanc dret de l'exèrcit egipci. Qutlugh-Shah es va retirar a una muntanya propera, ja que creia també que havia vençut. Però des de la seva posició a la muntanya va poder veure l'exèrcit del sultà aguantava ferm al flanc esquerre i els soldats estaven omplint el camp. Qutlugh-Shah qui estava confós sobre el que veia, va preguntar a un amir egipci que havia fet presoner, qui era l'exèrcit que estava veient. L'amir li va contestar que era l'exèrcit del soldà d'Egipte. Qutlugh-Shah estava impressionat, ja que no sabia que an-Nàssir hagués arribat amb l'exèrcit egipci. Quan Qutlugh-Shah va veure que el seu exèrcit era derrotat i fugia, també va fugir a la posta de sol. El següent matí Qutlugh-Shah retornava al camp de batalla però fou derrotat una altra vegada. La seva tercera ofensiva fou de bon matí del tercer dia però el seu exèrcit fou completament anihilat. Va sobreviure només un nombre petit de mongols. Quan Ghazan va saber que la derrota del seu exèrcit era tan contundent va patir una hemorràgia de nas severa i va morir un any més tard. An-Nàssir Muhàmmad va retornar a Egipte enmig de grans festes al Caire, que estava ple de gent que venia de per tot arreu Egipte per celebrar la victòria, estant la ciutat decorada des de Bab al-Nasr (Porta de Victòria) fins a Qal'at al-Jabal El notable historiador mameluc Bàybars al-Dewadar era present a la batalla de Shaqhab que s'anomena també Batalla de Mardj al-Suffar.

### Consecqüències i retirada
El 1304 Sis fou atacat una altra vegada pels amirs del sultà i a un grup de mongols dirigit per un comandant prominent anomenat Badr ad-Din Albaba foren acollits per an-Nàssir al Caire. L'al-madrasah al-Nasiryah que tenia la porta de la catedral d'Acre que Al-Àixraf Khalil havia portat a Egipte el 1291 fou completada. El 1304 es va produir també el naixement del fill d'an-Nàssir, de nom Ali.
El juliol de 1307 el sultà va intentar un cop d'estat per assolir el poder, que va fracassar; oficialment el sultà es va reconciliar amb els amirs Salar i Bàybars. El 1309 el sultà estava dominat per Salar i Bàybars al-Jashnakir. Els va informar que se'n volia anar a la Meca pel pelegrinatge però en realitat, se'n va anar a al-Karak i es va quedar allà, acabant així el seu segon regnat. Però an-Nàssir de fet no volia dimitir. Sabia que no podria governar mentre Bàybars al-Jashnakir i Salar foren al Caire, com probablement també era conscient que tard o d'hora el deposarien o fins i tot el matarien i prendrien el poder. An-Nàssir volia intentar arrestar Bàybars i Salar però quan això li va fallar va decidir anar a al-Karak, lloc remot des dels seus ulls, on podia fer aliances noves amb els representants del sultanat al Llevant que li podrien oferir suport contra els dos amirs quan retornés més tard a Egipte. Quan el sultà es va negar a tornar a Egipte, Bàybars al-Jashnakir es va instal·lar com a soldà d'Egipte amb Salar com el seu vicesoldà. Vegeu Bàybars II. El governador circassià de Damasc Akkush al-Afram va donar suport al nou règim però en canvi el kiptxak Kapdjuk al-Mansuri d'Hamat, el gerogià Asandamur Kurdji de Trípoli del Líban, i Kara Sunkur al-Mansur d'Alep, van entrar secretament en contacte amb an-Màssir.

## Tercer regnat: 1309 - 1341

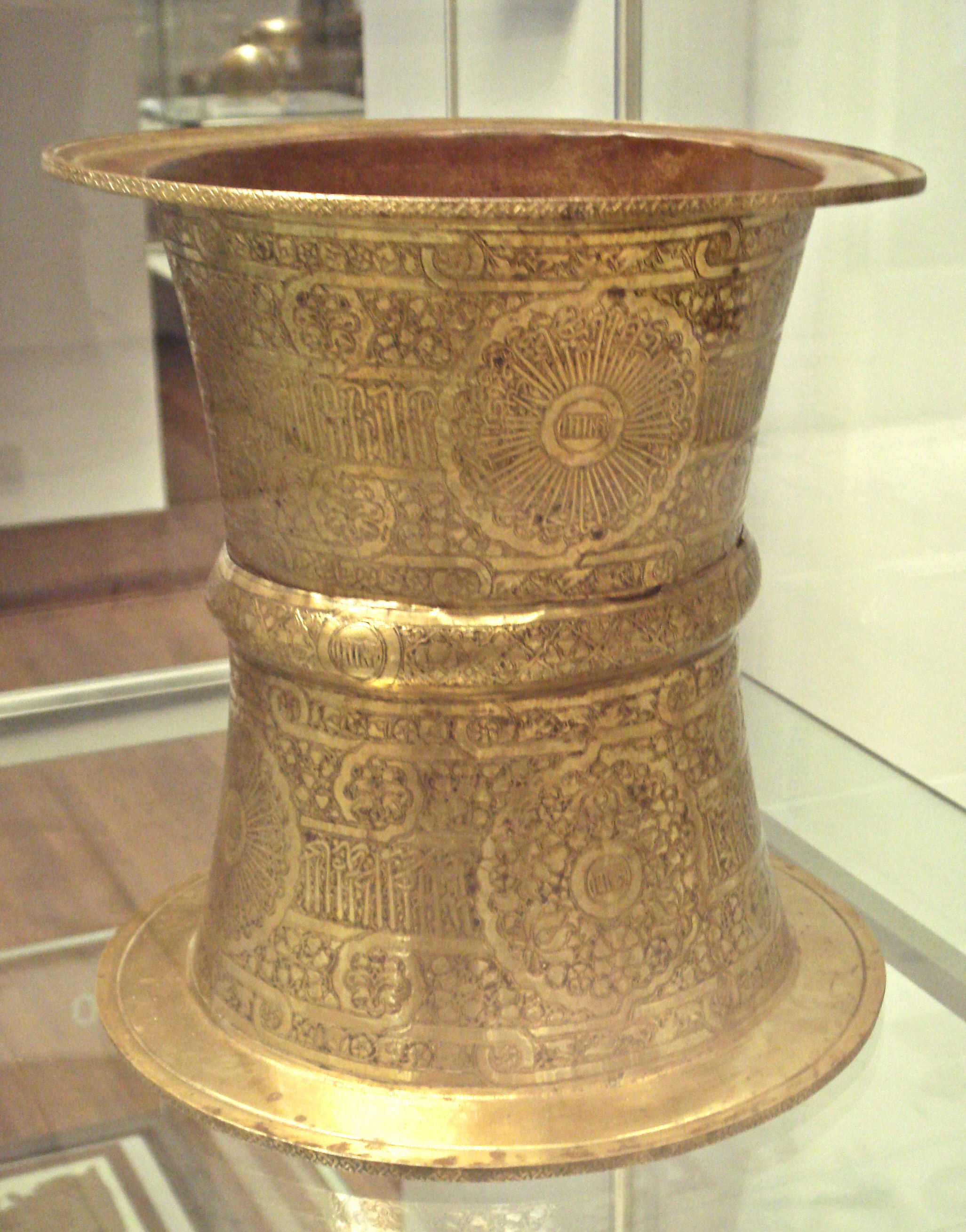
Parades de safates a Egipte o Síria en nom d'an-Nàssir Muhàmmad ibn Qalàwun, Museu Britànic 1330-1340

Bàybars al-Jashnakir governà Egipte deu mesos i 24 dies. El seu regnat va estar marcat pel malestar social i amenaces del mongols i el croats. La població d'Egipte que l'odiava, demanava el retorn del seu sultà estimat. Aquest el 4 de gener de 1310 va sortir d'al-Karak i 11 dies després entrava a Damasc sense oposició. Bàybars al-Jashnakir fou forçat a dimitir i fugir de la multitud irada (vegeu Bàybars II i an-Nàssir retornà a Egipte reassolint el poder (5 de març de 1310). Durant el seu primer regnat va estar dominat per Kitbugha i al-Shujai i durant el seu segon regnat per Bàybars al-Jashnakir i Salar. Estava decidit ara, quan tenia 24 anys, no ser dominat per ningú i no ser privats dels drets del càrrec per cap dels amirs. An-Nàssir va fer portar a Baybars al-Jashnakir al Caire (15 d'abril de 1310, i el va fer executar. i acceptava la dimissió de Salar com vicesoldà (i l'autoritzava a marxar a Shawbak) i el va canviar per Baktmar al-Jukondar; després d'un any Salar fou arrestat i va morir poc després de fam a la presó. El mamelucs i propietats tant de Bàybars com de Salar foren confiscades. Quant a Akkush, fou perdonat però va desaparèixer seguidament per refugiar-se amb l'Il-khan. Kabdajk al-Mansuri també va morir el 1310. Asandamur fou arrestat i empresonat també el mateix any; Karasunkur per prudència també va fugir i es va refugiar amb l'Il-khan. Una ràtzia mongola a Síria intentada per l'Il-khan Oldjeitu, fou un fracàs. El març de 1310 el sultà va nomenar 32 nous amirs del seu grup anomenat Nasiriyya.
El 1310 el vicesoldà Baktmar i l'amir Bikhtas conspiraren per enderrocar al sultà i canviar-lo per Amir Musa, fill de Salih Ali (que al seu torn era fill de Qalàwun). Musa va acceptar però la conspiració fou descoberta per un amir i tant Bikhtas com Musa foren arrestats. El vicesoldà Baktmar al-Jukondar també fou detingut però un any més tard, després de ser acusat de conspiració per enderrocar al sultà i ocupar el tron. Bàybars al-Dewadar, l'historiador, esdevenia el nou vicesoldà. A causa de la seva experiència amb els amirs i els seus trucs, an-Nàssir Muhàmmad era un soldà molt sensible que parava atenció a tots els detalls. Fins i tot va fer exiliar el mateix Califa a Qus el 1338. L'agost de 1312 va nomenar governador de Damasc fins al 1340 (quan fou deposat i empresonat i després executat) al seu mameluc Tankiz al-Husami al-Nasiri i el setembre de 1312 va nomenar vice-soldà també un mameluc seu, Arghun al-Nasiri (que va exercir de fet fins a 1326 tot i que el càrrec fou abolit formalment el 1314, sent deposat del seu càrrec de governador d'Alep sense més persecució).

### Mesures contra la corrupció
Lentament però sistemàticament an-Nàssir Muhàmmad estenia el seu poder i prenia revenja dels amirs que havien estat injustos amb ell en el passat i dels amirs que conspiraven contra ell després del seu retorn a Egipte. Va abolir unes quantes posicions oficials, va agafar patrimonis d'oficials corromputs, va absoldre als oirats mongols de serveis reials i va anul·lar els impostos excepcionals i sobrecàrregues (Mikoos) que eren imposats als comuns per les autoritats i estava enriquint als oficials i feia més forts als amirs. Va contractar al amir Ibn al-Waziri, un home del qual se sabia que era dur contra la corrupció, com el cap de Dar al-Adl (Tribunal de Justícia) i el mateix solia seure allà tots els dilluns per escoltar queixes de la gent normal contra els oficials i els amirs. Prohibia als seus governadors executar o físicament castigar presos sense el seu permís i tancava una infame presó amb masmorres que era prop de la ciutadella. El 1314 abolia el càrrec de vicesoldà i els governadors de Síria van rebre orde de no comunicar amb el soltà més que a través de Tankiz al-Husami (el que convertia aquest en un governador general). I el 1315 feia un cadastre de la terra per restablir la quantitat dels impostos que els propietaris de terra i els amos havien de pagar a l'estat.

### Situacions internes i externes

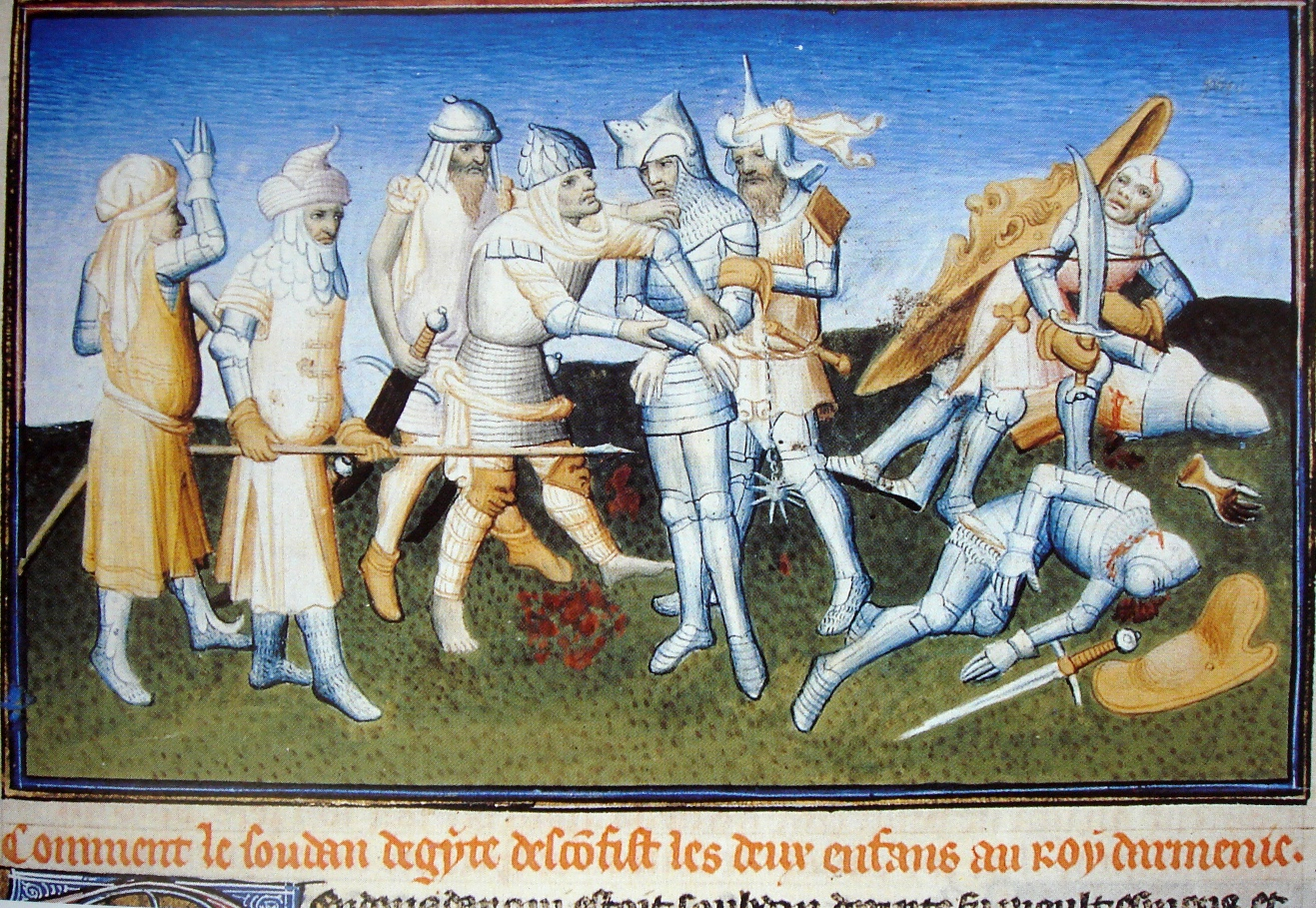
La Petita Armènia fou devastava el 1266. Fou atacada durant el regnat d'an-Nàssir

Durant el tercer regnat d'an-Nàssir Muhammad no va estar sotmès a amenaces externes, ja que tant el croats com el mongols estaven enormement debilitats per les seves derrotes freqüents i els seus conflictes interns. Tanmateix, Oljeitu, el governant mongol, assetjava algunes fortaleses mameluques però es retirava a causa de la calor mortal de 1312-1313. El 1314 la ciutat de Malatya era ocupada per Tunkuz el representant del sultà al Llevant. Sis i altres llocs foren atacats per les forces del sultà. No es va presentar cap problema seriós. Dins d'Egipte, hi havia uns quants desordres a l'Alt Egipte a causa d'activitats de ruptura de la llei per tribus àrabs que foren fàcilment temperats. Tanmateix, el febrer de 1321, un esvalot bastant seriós entre comunitats musulmanes i cristianes egípcies es desenvolupà després que unes quantes esglésies fossin destruïdes de cop i volta simultàniament en diverses parts d'Egipte i tot seguit hi va haver una sèrie de focs en mesquites i edificis al Caire. Uns quants cristians foren arrestats mentre estaven provant de calar foc a mesquites i edificis. Encara que l'economia d'Egipte floria durant el tercer regnat d'Al-Nasir, va tenir quantes vegades problemes financers i alça de preus provocada per la circulació de monedes per sota del pes i l'aleació. An-Nàssir va encunyar uns quants milers de monedes per lluitar amb les monedes espúries.
Sota an-Nàssir Muhàmmad la posició d'Egipte com a poder polític també floria. Les delegacions estrangeres i els enviats de reis, amb regals, visitaven el Caire freqüentment buscant l'ajuda i l'amistat del sultà. Les més important de les visites foren les dels enviats del papa Joan XXII i el rei Felip VI de França. Els enviats papals arribaren al Caire el juny de 1327 amb un regal i una carta del papa que demanava al sultà de tractar bé els cristians i protegir els llocs sagrats cristians, i aturar els seus atacs contra Sis. Aquells eren els primers enviats d'un papa en anar-se'n a Egipte des del temps del sultà As-Salih Ayyub. El febrer de 1330, el rei Felip IV enviava una delegació de 120 homes que demanava al sultà concedir la ciutat de Jerusalem i àrees a la costa del Llevant. An-Nàssir reaccionava insultant els enviats francesos i al seu rei i els ordenava que marxessin d'Egipte.
Com a posició central al fisc era el controlador (nazir al-Khass) que no era un mameluc sinó un cristià convertit: el primer fou Karin al-Din al-Kabir que va ocupar el càrrec del 1310 al l'abril del 1323 quan va caure en desgràcia i arrestat. Li va succeir al-Nashw de l'abril del 1332 a l'agost de 1339 quan igualment a caure en desgràcia i fou executat. Personatges notables foren Tankis al-Husami (el governador de Damasc), i els escuders (saki) Baktamur al-Muazzami (mort més tard amb el seu fill en circumstàncies sospitoses) i Kawsun al-Nasiri i el seu rival Bashtak al-Nasiri (van sobreviure al soldà per poc temps).
An-Nàssir controlava l'estat com demostra que va poder fer tres vegafes el pelegrinatge a la Meca (1313, 1320 i 1332).

### Obres públiques

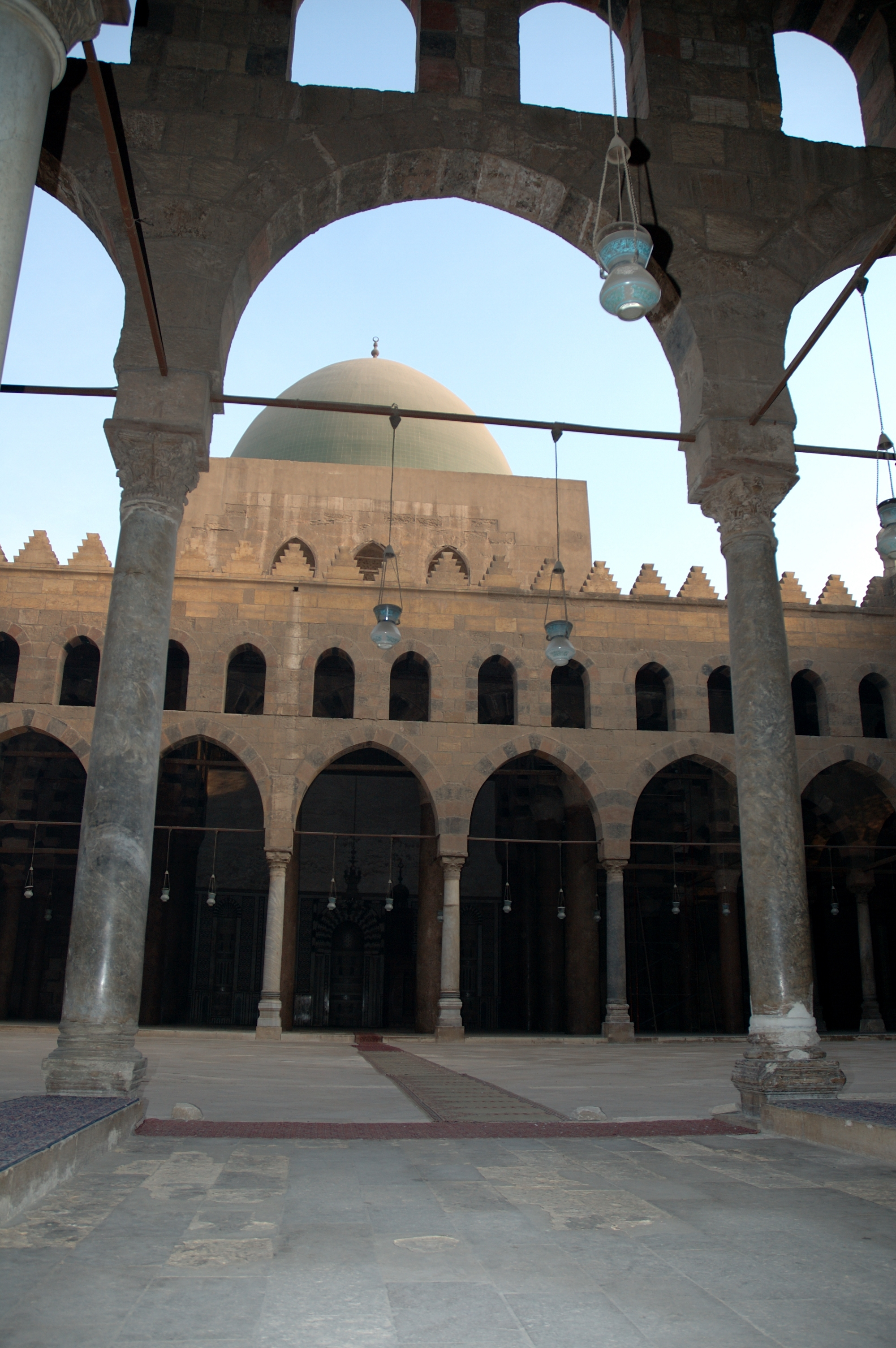
Mesquita de Qalàwun, el Caire.

El llarg regnat llarg d'an-Nàssir Muhàmmad marcà l'apogeu de poder mameluc i la més alta marca d'aigua de cultura a Egipte des del període hel·lenístic d'Egipte. Les obres públiques es posaven en moviment. Es va netejar una vegada més el canal que connectava Alexandria amb el Nil: es va obrir i al tràfic el 1311 i havia necessitat treballadors en una escala faraònica. Alguns dels seus treballs meravellosos al Caire foren la gran plaça anomenada al-Midan al-Nasiri, el Qasr al-Ablaq (Palau d'al-Ablaq) i la reestructuració de l'Iwan que havia construït el seu pare Qalàwun. A més a més, va construir madrasses, grans banys públics, i va renovar més de trenta mesquites que pertanyen als exemples més esplèndids d'arquitectura islàmica. La seva pròpia mesquita a la ciutadella que es conserva fins avui dia, està decorada amb pedra portada des de la catedral arruïnada d'Acre. També va afegir al complex d'estructures del Caire fetes pel seu pare, una font per a l'ús de tothom, especialment benvinguda pels pobres que no tenien accés a l'aigua.

## Relat d'al-Malik an-Nàssir al llibre d'Ibn Battuta
Ibn Battuta fou un viatger famós i va arribar al Caire mentre al-Malik an-Nàssir era el Soldà. Relata el següent:
| « | El soldà d'Egipte en el moment de la meva entrada, era al-Malik al-Nasir Abu'l Fath Muahmmad, fill de al-Malik al-Mansur Saif al-Din Qala-un al-Salihi. Qala'un es coneixia com al-Alfi ["el Mil homes"] perquè al-Malik al-Salih el va comprar per mil dinars d'or. Venia originalment de Qifjaq [Kipchak]. Al-Malik al-Nasir (La pietat de Déu a ell) era un home de caràcter generós i de grans virtuts, i la prova suficient de la seva noblesa és aportada per la seva dedicació al servei dels dos santuaris sagrats [de Mecca i Medina] i els treballs de beneficence que fa tots els anys per ajudar els pelegrins, aportant camells carregats amb provisions i aigua per a aquells sense mitjà i els indefens, i per portar els que no poden anar amb la caravana o estan dèbils per caminar a peu, tant a la ruta egípcia de pelegrins com a la de Damasc. També va construir un gran convent a Siryaqus, a la rodalia del Caire. | » |

## Els Emblemes i les monedes d'an-Nàssir Muhàmmad
Emblemes : Àguila, Flor, lliri, Bundel (símbol del Jomdar que era un oficial del departament de la vestimenta del soldà).
Monedes del primer regnat: No disponible.
Monedes del segon regnat: les monedes portaven la inscripció al-Sultan al-Malik al-Nasir Nasir al-Donya wa al-Din. També un títol del seu pare Qalawun figurava inscrit en les seves monedes: Al-Malik al-Mansur.
Monedes del tercer regnat : An-Nàssir Muhàmmad tenia a les seves monedes els títols següents que són únics en la història dels mamelucs: "al-Sultan al-Malik al-Nasir Nasir al-Din wa al-Donia" (El rei soldà an-Nàssir triomfant en el món temporal i de la fe), "al-Sultan al-Malik al-Azam" (El rei soldà Més Gran), "al-Sultan al-Malik Nasir al-Donya wa al-Din Qasim Amir al-Mu'amimin" (El rei soldà triomfant en el món temporal i en la fe, aquell que comparteix amb l'Emir dels Creients [el Califa]). Les frases úniques de súplica a les seves monedes eren: " Azz Nasroh" (les seves victòries es poden glorificar) i " khalad Allah Mulkoh wa Sultanoh" (que Déu faci eterns el seu regne i el seu sultanat).

## Llegat
El destacat historiador Mamluk Ibn Iyas escrivia el següent sobre an-Nàssir Muhàmmad: " El seu nom era esmentat a tot arreu com el nom de cap altre rei. Tots els reis li escrivien, li enviaven regals i li tenien por. La totalitat d'Egipte estava a les seves mans". Tant el pare com germà d'an-Nàssir foren soldans i vuit dels seus fills i quatre dels seus nets es van coronar com soldans d'Egipte : 
Fills (Soldans d'Egipte de 1341 a 1361):
- Al-Màlik al-Mansur Sayf-ad-Din Abu-Bakr ibn an-Nàssir Muhàmmad ibn Qalàwun, 1341
- Al-Màlik al-Àixraf Alà-ad-Din Kújuk ibn an-Nàssir Muhàmmad, 1341-1342
- Al-Màlik an-Nàssir Xihab-ad-Din Àhmad ibn an-Nàssir Muhàmmad, 1342
- Al-Màlik as-Sàlih Imad-ad-Dawla Ismaïl ibn an-Nàssir Muhàmmad, 1342-1345
- Al-Màlik al-Kàmil Sayf-ad-Din Xaban ibn an-Nàssir Muhàmmad, 1345-1346
- Al-Màlik al-Mudhàffar Zayn-ad-Din Hajjí ibn an-Nàssir Muhàmmad, 1346-1347
- Al-Màlik an-Nàssir Badr-ad-Din Abu-l-Maali Hàssan ibn an-Nàssir Muhàmmad, 1347-1351 i 1354-1361
- Al-Màlik as-Sàlih Salah-ad-Din Sàlih ibn an-Nàssir Muhàmmad, 1351-1354

Nets (Soldans d'Egipte de 1361 a 1382):
- Al-Màlik al-Mansur Salah-ad-Din Muhàmmad ibn Hajji ibn Qalàwun, 1361-1363
- Al-Màlik al-Àixraf Zayn-ad-Din Xaban ibn Hàssan ibn Muhàmmad ibn Qalàwun, 1363-1377
- Al-Màlik al-Mansur Alà-ad-Din Alí ibn Xaban, 1377-1381
- Al-Màlik as-Sàlih Zayn-ad-Din Hajjí, 1381-1382